# (100771) 1998 FA32
(100771) 1998 FA32 es un asteroide perteneciente al cinturón de asteroides descubierto el 20 de marzo de 1998 por el equipo del Lincoln Near-Earth Asteroid Research desde el Laboratorio Lincoln, Socorro, Nuevo México, Estados Unidos.

## Designación y nombre
Designado provisionalmente como 1998 FA32.

## Características orbitales
1998 FA32 está situado a una distancia media del Sol de 2,254 ua, pudiendo alejarse hasta 2,483 ua y acercarse hasta 2,024 ua. Su excentricidad es 0,101 y la inclinación orbital 7,777 grados. Emplea 1236,34 días en completar una órbita alrededor del Sol.

## Características físicas
La magnitud absoluta de 1998 FA32 es 16,4. 